# Club Baloncesto Valladolid
El Club Baloncesto Valladolid (1976-2015), conocido históricamente como "Fórum Valladolid" por motivos de patrocinio y en su última temporada como MyWigo Valladolid, era un club de baloncesto español de la ciudad de Valladolid (Castilla y León, España), fundado el 31 de agosto de 1976, heredero del mítico A.D.C. Castilla, y siendo Gonzalo Gonzalo su primer presidente. La quiebra de su principal patrocinador (Fórum Filatélico) en 2006 provocó la decadencia del equipo. La última temporada que disputó partidos lo hizo en la Liga LEB Oro en 2015. Antes de su descenso tras la temporada 2013/2014 había participado en 30 de las 31 temporadas de la Liga ACB. El Club Baloncesto Valladolid era un club histórico del baloncesto español, pues en él han jugado importantísimos jugadores como Arvydas Sabonis, Oscar Schmidt, Nate Davis, Carlton Myers o Valery Tikhonenko. Actualmente no tiene equipos ni juega en ninguna categoría.
Queda sin actividad deportiva en verano de 2015 por motivos económicos, estando a la espera de las resoluciones del Ayuntamiento de Valladolid y del administrador concursal y es fundado en la ciudad un nuevo club llamado Club Baloncesto Ciudad de Valladolid que empieza en LEB plata y cuyo presidente es Mike Hansen.

## Historia

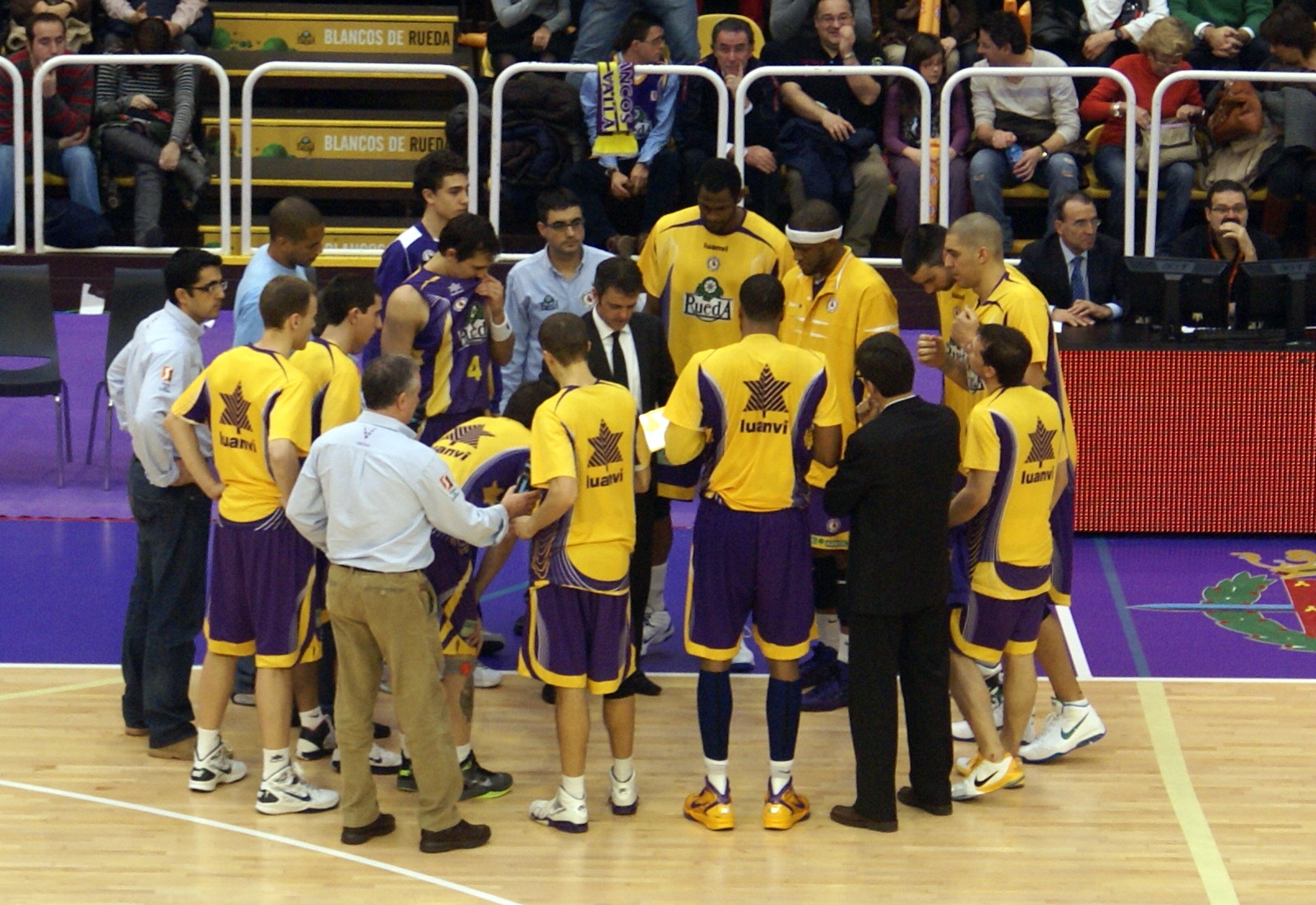
El Club Baloncesto Valladolid durante un tiempo muerto en la temporada 2010-11.

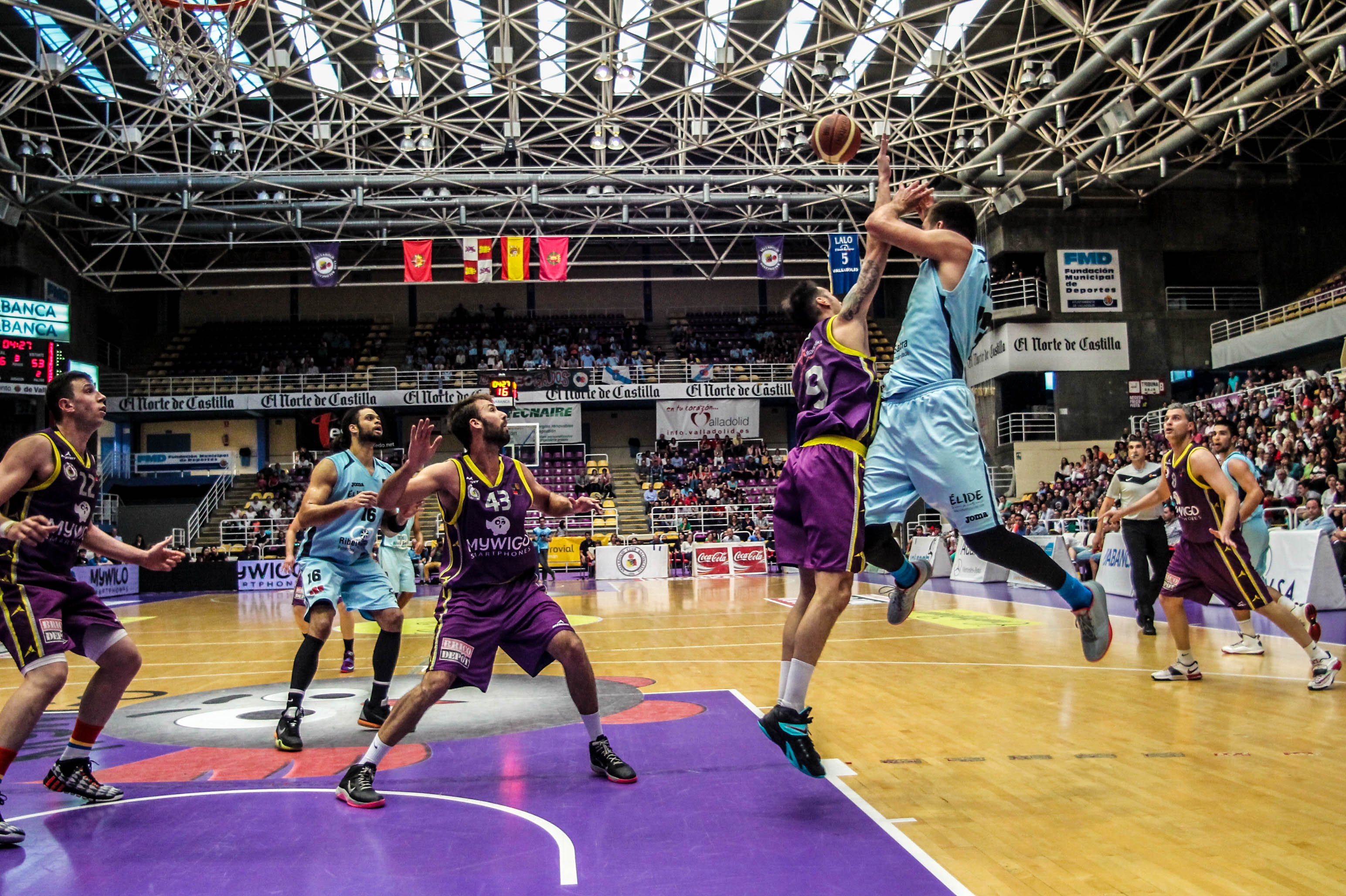
El CB MyWigo Valladolid durante un partido en su última temporada (2015).

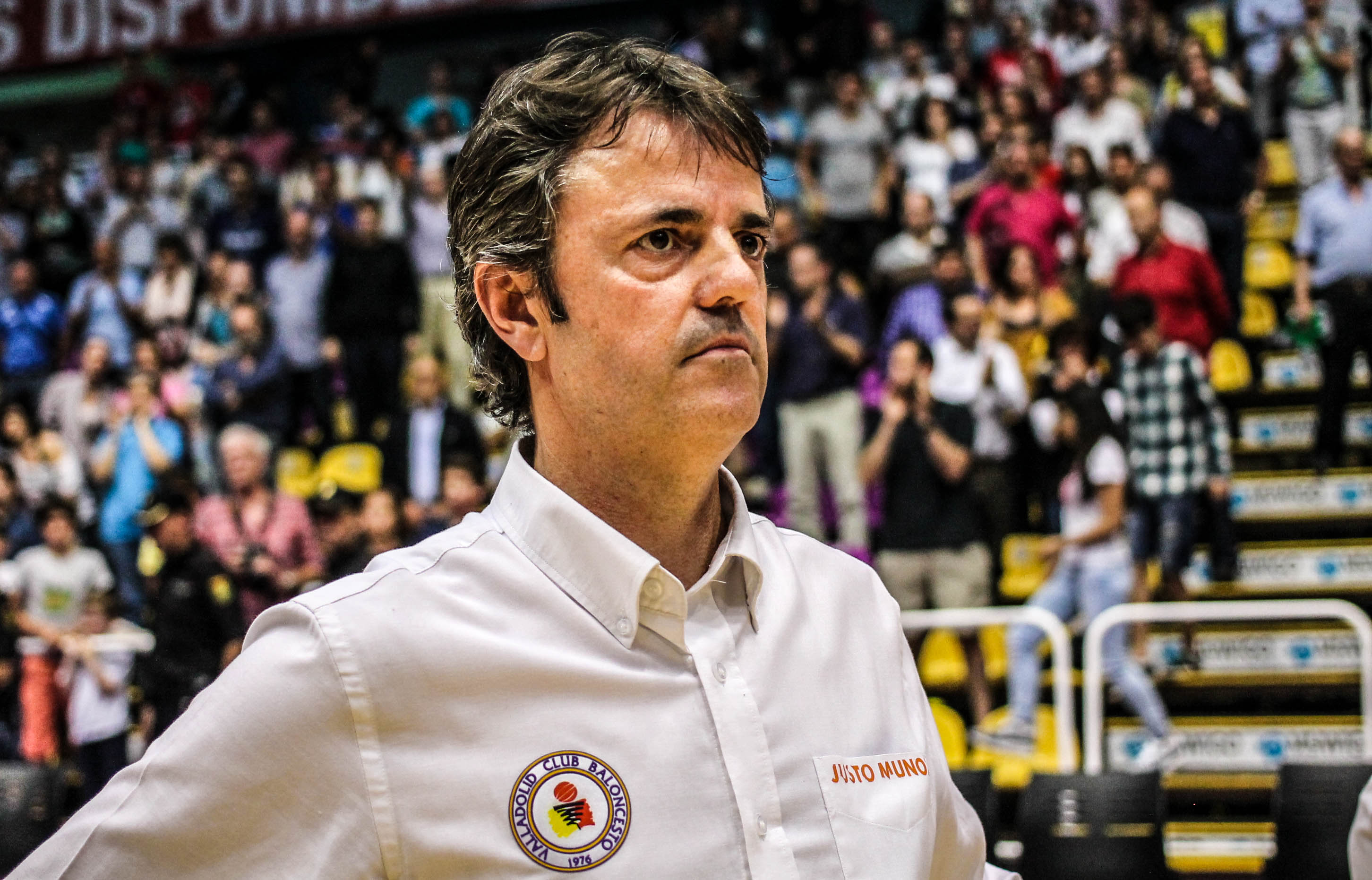
Porfirio "Porfi" Fisac, el último entrenador que tuvo el equipo.

Es uno de los fundadores de la Liga ACB, competición en la que ha estado presente en casi todas sus ediciones. Fundado en 1976 como Club Baloncesto Valladolid sólo ha estado cuatro temporadas (1977/78, 1978/79, 2008/9 y 2014/15) fuera de la élite del baloncesto español.
Tradicionalmente era un equipo de zona media-baja de la ACB, pero a pesar de haber tenido siempre un presupuesto humilde, el C.B. Valladolid se había mantenido gracias a una buena política de fichajes, habiendo conseguido a estrellas internacionales como Arvydas Sabonis, Oscar Schmidt, Carlton Myers, Valery Tikhonenko, Valdemaras Chomičius, Efthimios Rentzias, Andrei Fetisov o Anicet Lavodrama, norteamericanos que darían buen rendimiento en Europa como Anthony Bonner, Nate Davis, Granger Hall, John Sam Williams, Michael Young, Steve Trumbo, Mike Schlegel, Wendell Alexis, Dyron Nix, George Singleton, Wayne Tinkle, Jeff Sanders, Marcus Slaughter o Patrick Ewing, Jr. leyendas del baloncesto español como Juan Antonio Corbalán, que tras dos años retirado, volvería a jugar al baloncesto en Valladolid, Samuel Puente Delso, José Ángel Martín de Francisco, Carmelo Cabrera Domínguez, Juan Domingo de la Cruz, Quino Salvo, Alex Bento, Miguel Ángel Reyes, Silvano Bustos, Román Montañez, Mike Hansen, Lalo García, Fernando San Emeterio o Nacho Martín.
También pasaron entrenadores como Gustavo Aranzana, Luis Casimiro, Manel Comas, Paco García, Roberto González Presas, Javier Imbroda, Pepe Laso, José Alberto Pesquera, Mario Pesquera Samuel Puente Delso y Porfirio Fisac.
Tras pasar por denominaciones como Impala Tours (78/79) y Editorial Miñón (del 79 al 82), en 1983 se convierte en Fórum Filatélico Financiero hasta 1992, en que pasa a denominarse Grupo Libro. Desde 1993 se llama Fórum Valladolid debido al patrocinio de Fórum Filatélico y continúa con este nombre hasta el verano de 2006 que pasa a denominarse Grupo Capitol Valladolid, tras la quiebra de Fórum Filatélico. Tras el descenso a la Liga LEB Oro en la temporada 2007-08, Grupo Capitol deja de ser patrocinador principal estando el club sin esponsorización alguna.
En su primera temporada en la Liga LEB Oro en 2008/2009, el CB Valladolid consigue el título y con ello, el retorno a la ACB. Con el ascenso, el club obtiene el patrocinio de la Denominación de Origen de vinos de Rueda y pasa a llamarse Blancos de Rueda Valladolid, con el cual en la temporada 2010-2011 obtiene la clasificación para la Copa del Rey, siendo cabeza de serie. Un año después, tras una de las peores temporadas en la historia del club morado, el CB Valladolid finaliza la temporada en la última posición de la tabla clasificatoria lo cual le condenaba a perder un puesto en la máxima categoría del básquet español. Sin embargo, debido a la desaparición del CB Menorca y al descenso administrativo del Lucentum Alicante, el club castellano logró mantener la categoría y comenzar la temporada 2012-2013 en la liga ACB.
En la temporada 2013-2014 terminó en la última posición, descendiendo nuevamente a Liga LEB Oro, donde disputa la temporada 2014-2015, la última de su historia. El 14 de agosto de 2014 se confirmó la compra del 6% del accionariado libre por parte de Sunil Bhardwaj que pasó a ser el nuevo (y último) presidente de la entidad. Desde el 21 de octubre de 2014 la multinacional MyWigo fue el patrocinador principal del club, siendo la denominación MyWigo Valladolid hasta su cese de actividad en el verano del 2015 por motivos económicos. 
El CB Valladolid tenía tres peñas: la Peña Lalo García, llamada así por este exjugador, la Peña El Canastón y el grupo de animación Pucelaikos. La mascota oficial era el gorila Tripitongo, y también se contaba con un grupo de cheerleaders.
En el verano del 2015, tras la desaparición del equipo, los aficionados, parte de los jugadores, las cheerleaders y el resto del personal técnico se pasan a un nuevo club fundado y llamado "Club Baloncesto Ciudad de Valladolid", que es el que "hereda" la representación del baloncesto de élite en la ciudad.

## Datos de la sección

### Denominaciones
- 1976-78: Club Baloncesto Valladolid
- 1978-79: Impala Tours
- 1979-82: Editorial Miñón
- 1982-83: Club Baloncesto Valladolid
- 1983-92: Fórum Filatélico Financiero
- 1992-93: Grupo Libro
- 1993-06: Fórum Valladolid
- 2006-08: Grupo Capitol Valladolid
- 2008-09: Club Baloncesto Valladolid
- 2009-14: Blancos de Rueda Valladolid
- 2014-15: MyWigo Valladolid

## Historial en competiciones nacionales

### Historial en Liga española
| Temporada | Categoría        | Nivel | Puesto | Balance | Playoff       | Copa                                           |
| 1976-1977 | 1.ª División     | 1     | 11.º   | 7-15    |               |                                                |
| 1977-1978 | Segunda División | 2     | 3.º    | 19-3-8  |               | no participó                                   |
| 1978-1979 | 1.ª División B   | 2     | 1.º    | 20-2    |               | no participó                                   |
| 1979-1980 | 1.ª División     | 1     | 9.º    | 9-1-12  |               | Cuartos / Cuartos Copa Korać                   |
| 1980-1981 | 1.ª División     | 1     | 6.º    | 13-13   |               |                                                |
| 1981-1982 | 1.ª División     | 1     | 4.º    | 16-1-9  |               | Semifinal / Cuartos Copa Korać                 |
| 1982-1983 | 1.ª División     | 1     | 6.º    | 15-11   |               |                                                |
| 1983-1984 | ACB              | 1     | 12.º   | 10-18   |               |                                                |
| 1984-1985 | ACB              | 1     | 9.º    | 15-13   | Dieciseisavos | Semifinal                                      |
| 1985-1986 | ACB              | 1     | 11.º   | 11-17   | Dieciseisavos | Semifinal                                      |
| 1986-1987 | ACB              | 1     | 13.º   | 10-18   |               |                                                |
| 1987-1988 | ACB              | 1     | 9.º    | 14-14   | Dieciseisavos | Semifinal                                      |
| 1988-1989 | ACB              | 1     | 17.º   | 14-22   |               | Cuartos                                        |
| 1989-1990 | ACB              | 1     | 6.º    | 26-10   | Cuartos       |                                                |
| 1990-1991 | ACB              | 1     | 7.º    | 20-14   | Cuartos       | Subcampeón C.Príncipe                          |
| 1991-1992 | ACB              | 1     | 8.º    | 21-12   | Cuartos       | Semifinal Copa Korać (actual Eurocup)          |
| 1992-1993 | ACB              | 1     | 18.º   | 11-20   |               | 2.ª Ronda Copa Korać                           |
| 1993-1994 | ACB              | 1     | 19.º   | 9-19    |               |                                                |
| 1994-1995 | ACB              | 1     | 11.º   | 19-19   |               |                                                |
| 1995-1996 | ACB              | 1     | 16.º   | 15-23   |               |                                                |
| 1996-1997 | ACB              | 1     | 15.º   | 12-22   |               |                                                |
| 1997-1998 | ACB              | 1     | 9.º    | 16-18   |               | Semifinal                                      |
| 1998-1999 | ACB              | 1     | 13.º   | 13-21   |               | Diecisavos Copa Korać                          |
| 1999-2000 | ACB              | 1     | 12.º   | 15-19   |               |                                                |
| 2000-2001 | ACB              | 1     | 8.º    | 16-18   | Cuartos       |                                                |
| 2001-2002 | ACB              | 1     | 10.º   | 17-17   |               | Diecisavos Copa Korać                          |
| 2002-2003 | ACB              | 1     | 16.º   | 11-23   |               |                                                |
| 2003-2004 | ACB              | 1     | 11.º   | 16-18   |               |                                                |
| 2004-2005 | ACB              | 1     | 12.º   | 13-21   |               |                                                |
| 2005-2006 | ACB              | 1     | 14.º   | 13-21   |               |                                                |
| 2006-2007 | ACB              | 1     | 16.º   | 12-22   |               |                                                |
| 2007-2008 | ACB              | 1     | 17.º   | 11-23   |               |                                                |
| 2008-2009 | LEB Oro          | 2     | 1.º    | 25-9    |               |                                                |
| 2009-2010 | ACB              | 1     | 13.º   | 13-21   |               |                                                |
| 2010-2011 | ACB              | 1     | 9.º    | 18-16   |               | Cuartos                                        |
| 2011-2012 | ACB              | 1     | 18.º   | 9-25    |               |                                                |
| 2012-2013 | ACB              | 1     | 16.º   | 12-22   |               |                                                |
| 2013-2014 | ACB              | 1     | 18.º   | 3-31    |               |                                                |
| 2014-2015 | LEB Oro          | 2     | 4.º    | 19-9    | Semifinales   | Al finalizar la temporada desaparece el equipo |

| Leyenda                |
| Primer Nivel Nacional  |
| Segundo Nivel Nacional |
| Tercer Nivel Nacional  |
| Cuarto Nivel Nacional  |
| Primer Nivel Regional  |

```
LEYENDA

 :Ascenso de categoría

 :Descenso de categoría

 :Descenso administrativo

 :Retirado de la competición
```

### Historial enCopa del Rey
Ha sido semifinalista en 3 ocasiones:
- 1984/85 (Badalona): Fórum 77 - Real Madrid 84
- 1987/88 (Valladolid): Fórum 69 - Barcelona 79
- 1997/98 (Valladolid): Fórum 73 - Pamesa Valencia 76

Su última participación en la Copa del Rey fue en la temporada 2010-2011. En dicha edición se clasificó al evento como cabeza de serie y cayó en cuartos de final tras perder por 60-83 contra el Valencia Basket.

### Historial enCopa del Príncipe
Una vez subcampeón:
- 1990/91 (La Coruña): Fórum 52 - Joventut de Badalona 72

### Historial enCopa de Castilla y León de baloncesto
- Campeón en 1995, 2002, 2004, 2005, 2006, 2007, 2009, 2010, 2011

### Récords ACB
- El brasileño Oscar Schmidt ostentó el récord individual de triples en un partido de Liga ACB durante 20 temporadas, conseguido en la temporada 93/94 en un partido ante el CB Murcia, con 11 lanzamientos convertidos sobre un total de 19. Siendo este arrebatado por Jacob Pullen, jugador del FB Barcelona en la temporada 13/14.[3]
- El club ostenta también el récord de mejor defensa en un partido de Liga ACB, recibiendo únicamente 39 puntos del Lagun Aro GBC en la temporada 2009/10. El partido terminó 61-39.
- El CB Valladolid también tiene el dudoso honor de ser el único equipo de la historia de la Liga ACB que no ha conseguido meter ni un solo punto en un cuarto. Dicho acontecimiento ocurrió en la temporada 2010-2011 durante el encuentro que lo enfrentó contra el CB Granada y que terminó con el resultado de 62-67.

### Récords Equipo
- Más puntos a favor:
  - Club Baloncesto Canarias: 133-104 (temporada 1981-82)

- Mayor diferencia a favor:
  - Cantabria Lobos: (45) 93-48 (temporada 1999-00)

- Más puntos en contra:
  - Real Madrid: 136-97 (temporada 1979-80)

- Mayor diferencia en contra:
  - Real Madrid: (50) 129-79 (temporada 1980-81)

## Historial en competiciones internacionales

### Historial enCopa Korać
El CB Valladolid ha participado en 6 ediciones de la extinta Copa Korać:
- Temporada 1979/80: Eliminado en Liguilla Cuartos de final por: KK Split, Mestre y Standard Liège.
- Temporada 1981/82: Eliminado en Liguilla Cuartos de final por: Šibenka, Acqua Fabia Rieti y Vasas.
- Temporada 1991/92: Eliminado en semifinales por: Il Messaggero Roma (76-70 y 67-66).
- Temporada 1992/93: Eliminado en Segunda ronda por: Tofas Bursa SK (93-71 y 88-78).
- Temporada 1998/99: Eliminado en Dieciseisavos de final por: Besiktas (76-79 y 80-81).
- Temporada 2001/02: Eliminado en Liguilla Dieciseisavos de final por: Telestel Maroussi, Ovarense y Dijon.

## Palmarés
- Campeón 1.ª División B: 1978-79
- Campeón LEB Oro: 2008-09

### Resumen estadístico
Nota: Actualizado hasta temporada 2014/15. En negrita competiciones activas.
| Competición  | P.J. | P.G. | P.E. | P.P. | Mejor resultado |
| ------------ | ---- | ---- | ---- | ---- | --------------- |
|              |      |      |      |      |                 |
| 1.ª División | ??   | ??   | ??   | ??   | 4.º             |
| Liga ACB     | 1154 | 492  | 2    | 660  | 6.º             |
| Copa del Rey | ??   | ??   | ??   | ??   | 1/2             |
| 2.ª División | ??   | ??   | ??   | ??   | Campeón         |
| LEB Oro      | ??   | ??   | ??   | ??   | Campeón         |
|              |      |      |      |      |                 |
| Copa Korać   | 50   | 28   | 0    | 22   | 1/2             |
| Total        | ??   | ??   | ??   | ??   | 2 Títulos       |

Total partidos 1.ª división (Liga Nacional + ACB):

Total partidos 2.ª división (Liga Nacional + Leb Oro): 
- Puesto en clasificación histórica (1.ª): 9.º

## Instalaciones

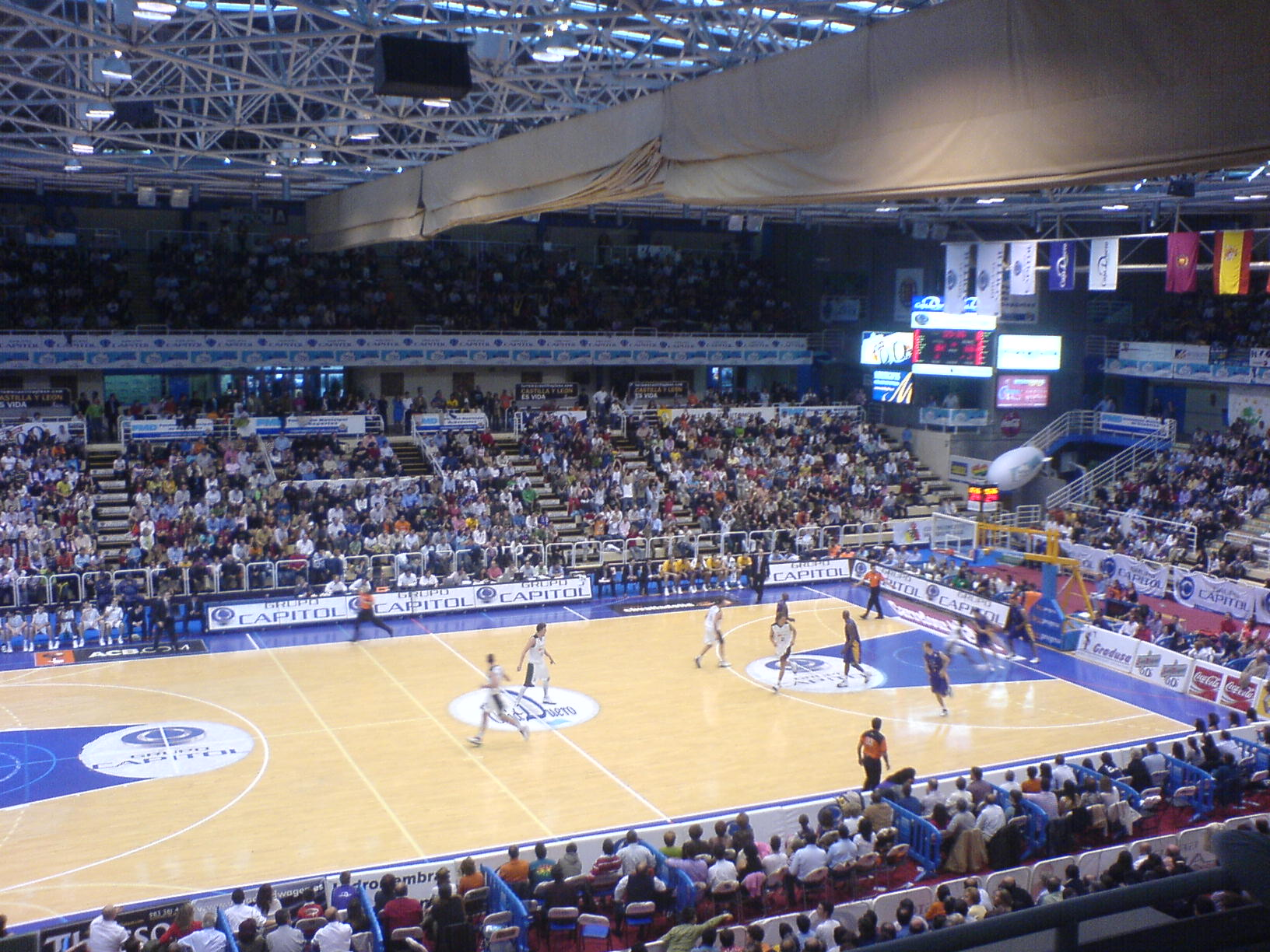
El club disputa sus partidos como equipo local en el Polideportivo Pisuerga.

El Pabellón Polideportivo Pisuerga es un pabellón cubierto multiusos, situado en la ciudad española de Valladolid. Es de propiedad municipal y fue construido en 1985 para albergar el Campeonato Mundial de Gimnasia Rítmica. Tiene un aforo de 6 800 espectadores,2 repartidos en 3 800 en gradas fijas y 3 000 en gradas telescópicas. Está situado en la Plaza de México s/n. 

Fue el pabellón local desde el año 1985 hasta su desaparición en el año 2015.
Desde la fundación del club hasta el año 1985 el equipo jugaba como local en el Polideportivo Huerta del Rey.

## Jugadores

### Récords Jugadores
Más partidos en 1.ª división
| Posición | Nombre              | Partidos |
| -------- | ------------------- | -------- |
| 1.º      | Lalo García         | 389      |
| 2.º      | Miguel Ángel Reyes  | 250      |
| 3.º      | José Antonio Alonso | 223      |

Más minutos en 1.ª división
| Posición | Nombre              | Partidos |
| -------- | ------------------- | -------- |
| 1.º      | Lalo García         | 8.357    |
| 2.º      | José Antonio Alonso | 6.411    |
| 3.º      | Miguel Ángel Reyes  | 5.274    |

Más puntos en 1.ª división
| Posición | Nombre          | Partidos |
| -------- | --------------- | -------- |
| 1.º      | Lalo García     | 2.734    |
| 2.º      | Samuel Puente   | 2.410    |
| 3.º      | Arvydas Sabonis | 2.356    |

Más puntos en un partido: 47 Oscar Schmidt (temporada 1994-95).
Más asistencias en 1.ª división
| Posición | Nombre              | Partidos |
| -------- | ------------------- | -------- |
| 1.º      | Carles Marco        | 490      |
| 2°       | Lalo García         | 430      |
| 3°       | José Antonio Alonso | 397      |

Más asistencias en un partido: 11 Federico Ramiro, Carles Marco, Stéphane Dumas e Iván Corrales.
Más triples en 1.ª división
| Posición | Nombre        | Partidos |
| -------- | ------------- | -------- |
| 1.º      | Raúl Pérez    | 325      |
| 2.º      | Oscar Schmidt | 308      |
| 3.º      | Carles Marco  | 245      |

Más triples en un partido: 11 Oscar Schmidt (temporada 1993-94).
Más rebotes en 1.ª división
| Posición | Nombre             | Partidos |
| -------- | ------------------ | -------- |
| 1.º      | Arvydas Sabonis    | 1.388    |
| 2.º      | Miguel Ángel Reyes | 885      |
| 3.º      | Steve Trumbo       | 796      |

Más rebotes en un partido: 23 Arvydas Sabonis (temporada 1989-90).
Más tapones en 1.ª división
| Posición | Nombre           | Partidos |
| -------- | ---------------- | -------- |
| 1.º      | Andréi Fetísov   | 291      |
| 2.º      | Arvydas Sabonis  | 271      |
| 3.º      | George Singleton | 170      |

Más tapones en un partido: 9 Arvydas Sabonis (temporada 1989-90).
Más recuperaciones en 1.ª división
| Posición | Nombre              | Partidos |
| -------- | ------------------- | -------- |
| 1.º      | Lalo García         | 477      |
| 2.º      | José Antonio Alonso | 405      |
| 3.º      | Quino Salvo         | 234      |

Más recuperaciones en un partido: 10 Miguel Juane (temporada 1989-90).

### Premios temporada
- Máximo anotador temporada:
  - Oscar Schmidt: 33,2 puntos por partido (temporada 1993-94).
  - Tony White: 21,1 puntos por partido (temporada 1997-98).

- Máximo reboteador temporada:
  - Steve Trumbo: 11,7 rebotes por partido (temporada 1983-84).
  - Steve Trumbo: 14,3 rebotes por partido (temporada 1984-85).
  - Floyd Allen: 12,5 rebotes por partido (temporada 1986-87).
  - Arvydas Sabonis: 11,7 rebotes por partido (temporada 1989-90).
  - Jerome Lane: 13,4 rebotes por partido (temporada 1996-97).

- Máximo asistente temporada:
  - Iván Corrales: 5,4 asistencias por partido (temporada 2004-05).

- Máximo triplista temporada:
  - Valdemaras Chomičius: 3 triples por partido (temporada 1989-90).
  - Oscar Schmidt: 4,7 triples por partido (temporada 1993-94).
  - Oscar Schmidt: 4,2 triples por partido (temporada 1994-95).

- Ganador Concurso de mates ACB:
  - Oscar Schmidt: Roma 1994.

- Ganador Concurso de mates ACB:
  - Gaylon Nickerson: Murcia 1999.

## Entrenadores

### Listado de todos los entrenadores
| - 1 ????, 1976-80 - 2 Mario Pesquera, 1980-88 - 3 Pepe Laso, 1988-89 - 4 Javier Casero, 1989-1993 - 5 Samuel Puente, 1993-94 - 6 Moncho Monsalve, 1994 - 7 Wayne Brabender, 1994-96 - 8 Chechu Mulero, 1996 - 9 Paco García, 1996-97 - 10 Gustavo Aranzana, 1997-2002 | - 11 Chechu Mulero, 2002 - 12 Luis Casimiro, 2002-03 - 13 Manel Comas, 2003-05 - 14 Paco García, 2005-06 - 15 Javier Imbroda, 2006-08 - 16 Porfirio Fisac, 2008-11 - 17 Luis Casimiro, 2011 - 18 Roberto González, 2012-13 - 19 Ricardo Casas, 2013-14 |

```
En negrita nacido en Valladolid o provincia de Valladolid.
En cursiva nacido en Castilla y León.
```

### Récords entrenadores
Más partidos en 1.ª división
| Posición | Nombre           | Partidos | G  | P  |
| -------- | ---------------- | -------- | -- | -- |
| 1°       | Gustavo Aranzana | 173      | 98 | 75 |
| 2°       | Javier Casero    | 93       | 46 | 46 |
| 3°       | Wayne Brabender  | 83       | 43 | 40 |
| 4°       | Manel Comas      | 68       | 47 | 21 |